# لوگلوکوسان
لوگلوکوسان (به انگلیسی: Levoglucosan) یک ترکیب شیمیایی با شناسه پاب‌کم ۲۷۲۴۷۰۵ است. شکل ظاهری این ترکیب، بلورهای بی‌رنگ است.